# 北関東防衛局
北関東防衛局（きたかんとうぼうえいきょく、North Kanto Defense Bureau）は、埼玉県さいたま市中央区に所在する防衛省の地方防衛局のひとつ。2007年9月1日に東京防衛施設局（防衛施設局）、装備本部東京支部（郡山事務所を除く）を統合し、新設された。東京都、千葉県、茨城県、埼玉県、群馬県、栃木県、長野県、新潟県を管轄する。
下部組織に、百里防衛事務所、宇都宮防衛事務所、前橋防衛事務所、千葉防衛事務所、横田防衛事務所、新潟防衛事務所、小笠原出張所がある。

## 所在地・管轄区域
- 北関東防衛局（本局）

さいたま市中央区新都心2番地1　さいたま新都心合同庁舎2号館（装備部〈装備第2課を除く〉は陸上自衛隊十条駐屯地内、装備部装備第2課は航空自衛隊府中基地内）
茨城県、栃木県、群馬県、埼玉県、千葉県、東京都、新潟県、長野県
- 百里防衛事務所

小美玉市小川1853-2
茨城県
- 宇都宮防衛事務所（防衛装備品に関する事務のみを担当）

宇都宮市明保野町1-4　宇都宮第2合同庁舎
栃木県
- 前橋防衛事務所

前橋市大手町2-3-1　前橋地方合同庁舎
栃木県、群馬県、長野県
- 千葉防衛事務所

千葉市中央区中央4-11-1　千葉第2地方合同庁舎
千葉県
- 横田防衛事務所

福生市熊川864
東京都（特別区、清瀬市、大島支庁管内、三宅支庁管内、八丈支庁管内及び小笠原支庁管内を除く）、埼玉県（川越市、秩父市、所沢市、飯能市、東松山市、狭山市、入間市、坂戸市、鶴ヶ島市、日高市、入間郡、比企郡、秩父郡）
- 新潟防衛事務所

新潟市中央区美咲町1-1-1　新潟美咲合同庁舎1号館
新潟県
- 小笠原出張所

小笠原村父島宇東町152　小笠原総合庁舎
小笠原村（硫黄島及び南鳥島等を含む。）

## 主要幹部
| 官職名             | 階級     | 氏名     | 補職発令日     | 前職                                 |
| ------------------ | -------- | -------- | -------------- | ------------------------------------ |
| 北関東防衛局長     | 防衛技官 | 池田眞人 | 2025年08月01日 | 近畿中部防衛局長                     |
| 次長               | 防衛技官 | 小森達也 | 2023年07月14日 | 熊本防衛支局長                       |
| 防衛補佐官         | 1等陸佐  | 高田博文 | 2024年08月01日 | 陸上自衛隊教育訓練研究本部企画調整官 |
| 宇都宮防衛事務所長 | 1等空佐  | 角田厚彦 | 2024年07月12日 | 航空自衛隊第4術科学校第1教育部長     |